# Rosenspitze
Die Rosenspitze ist ein 3060 m ü. A. hoher Berggipfel der Rosenspitzegruppe in der Venedigergruppe in Osttirol (Österreich). Er liegt im Nordwesten Osttirols an der Gemeindegrenze zwischen St. Jakob in Defereggen und Prägraten am Großvenediger. Die Rosenspitze wurde erstmals am 15. Juli 1896 von Ludwig Purtscheller über den Südwestgipfel und den Südwestgrat bestiegen.

## Lage
Bei der Rosenspitze handelt es sich um den höchsten Gipfel der Rosenspitzegruppe, in dessen Zentrum sie liegt. Der Doppelgipfel der Rosenspitze besteht aus dem Haupt- bzw. Nordostgipfel (3060 m ü. A.) sowie dem Südwestgipfel (3022 m ü. A.). Nördlich der Rosenspitze trennt die Rasbachkarscharte (2931 m ü. A.) die Rosenspitze vom Großschober (3054 m ü. A.), der brüchige Südostgrat der Rosenspitze führt zur Reichenberger Spitze (3030 m ü. A.). Der Südwestgrat der Rosenscharte verläuft über die Rosenlenke (2809 m ü. A.) talwärts. Die Nordwestflanke der Rosenspitze fällt ins Dabertal ab, südlich befinden sich die sogenannten Sentenböden sowie das Quellgebiet des Trojer Almbaches. Nordöstlich liegt das Rasbachkar mit dem Rasbach, der ins Großbachtal mündet.

## Aufstiegsmöglichkeiten
Der Normalweg auf die Rosenspitze führt über die Daberlenke. Diese ist von der Neuen Reichenberger Hütte über den Rudolf-Tham-Weg oder nach deutlich längerem Marsch von der Clarahütte über das Dabertal zugänglich. Der Aufstieg auf die Rosenspitze erfolgt von der Daberlenke in der Folge über die Sentenböden und die Südflanke in die Scharte zwischen Nordost- und Südwestgipfel, bevor der Südostgipfel über den Südwestgrat erreicht wird (I). Der Südwestgipfel kann von der Rosenlenke über den Südwestgrat bestiegen werden (II). Des Weiteren kann die Rosenspitze auch als Gratübergang vom Großschober oder von der Reichenberger Spitze (jeweils II) erreicht werden.